# Organisation Interprofessionnelle Agricole de la Filière Gingembre
L'Organisation Interprofessionnelle Agricole de la Filière Gingembre a été créée le 21 novembre 2021 à Soubré dans la région de la Nawa et sera reconnue officiellement le 27 avril 2022 à Yamoussoukro par le Fonds interprofessionnel pour la recherche et le conseil agricoles (FIRCA). Les acteurs de ladite filière se sont donc constitués en Organisation Interprofessionnelle Agricole (OIA).

## Historique
Le Zingiber officinale, de la famille des Zingiberaceae, plus connu sous le nom de gingembre, est une épice très appréciée en Afrique, sous forme de boissons et pour relever le goût des mets. Depuis quelques années sa culture connaît une vulgarisation rapide dans différentes régions de la Côte d'Ivoire; à savoir : Bongouanou, Divo, Gagnoa, Soubré, Tiassalé, Tanda et surtout Koun-Fao. Malgré son importance comme une source d'amélioration des revenus des ménages en milieu rural ainsi que ses atouts gastronomiques, médicaux et cosmétiques, force est de constater l’inexistence d’une organisation formelle et représentative pouvant contribuer plus efficacement à son développement durable. Afin de répondre à une présence structurelle, le Ministère d’État, Ministère de l’Agriculture et du Développement Rural (MEMINADER), via la Direction des Organisations Professionnelles Agricoles (DOPA) et en collaboration avec le Fonds Interprofessionnel pour la Recherche et le Conseil Agricoles (FIRCA), dans le cadre de l’appui à l’organisation des filières agricoles, ont décidé de mettre en place l’Organisation Interprofessionnelle Agricole (OIA) du Gingembre, au cours d’un atelier, le mercredi 27 avril 2022 à Yamoussoukro. Cette date marque la reconnaissance officielle de la structure par les autorités compétences,,,. 

## Mission
L'une des premières missions de l'Organisation Interprofessionnelle Agricole de la Filière de Gingembre est la place des comités régionaux afin de recenser tous les acteurs de la filière de gingembre sur le plan national,. Au vu des réussites des organisations (cacao, café, palmier à huile, l'hévéa, etc.), la présente structure devrait être calquée sur leur modèle de succès. L'objectif ultime est d'assurer la pérennité ainsi qu'un développement durable de la filière gingembre en Côte d'Ivoire.

## Organisation
M. Kouamé Koffi est élu pour un mandat de 5 ans, en vue de conduire les destinées de cette organisation.